# Noa Bibi
Gary Noa Jerrel Bibi, né le 21 août 2000, est un athlète mauricien spécialisé dans le sprint. Il est licencié du club Nancy Athlétisme Métropole en Meurthe-et-Moselle en France depuis 2022 .

## Biographie
En juin 2024, il réalise un temps de 10"11 lors de l'épreuve du 100 mètres au meeting national d'athlétisme de Colmar en juin 2024,, record du championnat et record national mauricien. Cette performance fait suite à son temps de 19"89 lors de l'épreuve du 200 mètres en juillet 2022 aux championnats de France d'athlétisme U23, record de l'île Maurice qui l'avait sacré champion de France des moins de 23 ans dans cette épreuve ,. Il est le premier Mauricien à être parvenu à courir 200 mètres en moins de 20 secondes.
En août 2023, il remporte la médaille de bronze au relais 4x100 mètres des Jeux de la Francophonie avec les athlètes mauriciens Orphée Topize, Jonathan Bardottier et Joshan Vencatasamy,,.
Finaliste en individuel lors des Jeux de la Francophonie 2023,, des championnats d'Afrique et des Jeux d'Afrique, il est sélectionné par l'île Maurice pour participer aux Jeux olympiques d'été de 2024 dans l'épreuve du 100 mètres, sa première participation, mais ne bénéficie pas de la présence sur place de son entraîneur Stéphane Buckland. Il est éliminé lors des séries avec un temps de 10"19.